# 고성 덕명리 공룡과 새발자국 화석산지
고성 덕명리 공룡과 새발자국 화석산지(固城 德明里 恐龍과 새발자국 化石産地)는 대한민국 경상남도 고성군 하이면 덕명리의 경상 누층군 진동층에 있는, 공룡 발자국과 새 발자국 화석 산지이다. 1999년 9월 14일 대한민국의 천연기념물 제411호로 지정되었다.
중생대 백악기의 지층인 경상 누층군 진동층 위에 공룡발자국 화석과 새발자국 화석이 다양하게 산출되고 있다. 약 1억년 전에 형성된 중생대 백악기의 경상 누층군 지층인 해안을 따라 약 41km에 걸쳐 1,900여족 이상되는 공룡발자국은 용각류, 조각류, 수각류 등이 다양하게 나타나고 있고, 브라질, 캐나다 지역과 함께 세계 3대 공룡발자국 화석지로 인정받고 있다.

## 개요
고성 덕명리 화석산지는 중생대 백악기 공룡발자국화석산지로 양적으로나 다양성에 있어서 세계적으로 손꼽히는 곳이며, 중생대 새발자국 화석지로는 세계 최대이다. 덕명리 해안의 공룡 발자국 화석은 1982년 1월 29일 양승영에 의해 처음 발견되었고 이후의 정밀 조사를 통해 13개 산지 32개 층준에서 약 360개의 발자국 화석이 발견되었다.
경상 누층군 진동층으로 구성된 이곳은 건열과 연흔 등다양한 퇴적구조를 보이고 있으며, 1억 2천만년 전 생물의 생활흔적이 많이 나오고 있어, 공룡의 생활상, 자연환경, 퇴적환경, 해륙분포, 새의 진화과정 등을 알 수 있는 학술적으로 귀중한 화석지이다. 또한 이곳은 기암괴석, 바닷물에 깎여 생긴 해식동굴 등 해안의 경치 또한 뛰어난 곳이다.
이곳의 상족암이라는 바위에는 새로운 옷을 즐겨 입기를 좋아하던 옥황상제가 하루는 상족암의 절경에 감탄하여 저곳에서 베를 짜면 좋은 옷이 될거라면서 선녀들과 베틀을 함께 내려보내니, 선녀들은 쉬지 않고 열심히 베를 짜서 옥황상제께 금의를 만들어 올렸다는 전설이 전해오고 있다.
고성 덕명리의 고생물 화석산출지는 과거 생물의 생활 흔적뿐 아니라 자연경치가 뛰어나고 가치가 크므로, 천연기념물로 지정하여 이를 보존하고 있다.

## 가는 길
국도 제77호선 월흥사거리에서 남쪽으로 내려가 상족암군립공원 주차장(고성군 하이면 덕명5길 53-11)에 차를 대고 남서쪽 해안으로 나 있는 나무데크길을 따라가면 된다. 이 나무데크길을 따라가면 아래 사진과 같이 진동층을 볼 수 있으며 상족몽돌해수욕장과 고성공룡박물관으로 이어진다.

## 사진
아래는 덕명리 화석산지와 상족암의 진동층 사진이다.
고성 덕명리 공룡과 새발자국 화석산지
- 화석산지 안내판. 상족암군립공원 오토캠핑장에서 남서쪽으로 간다.
북위 34° 54′ 36.7″ 동경 128° 09′ 19.0″ / 북위 34.910194°  동경 128.155278°
- 진동층
북위 34° 54′ 31.5″ 동경 128° 09′ 18.4″ / 북위 34.908750°  동경 128.155111°
- 진동층
북위 34° 54′ 30.9″ 동경 128° 09′ 17.7″ / 북위 34.908583°  동경 128.154917°
- 진동층
북위 34° 54′ 30.7″ 동경 128° 09′ 17.1″ / 북위 34.908528°  동경 128.154750°
- 화석산지 안내판
북위 34° 54′ 30.6″ 동경 128° 09′ 17.1″ / 북위 34.908500°  동경 128.154750°
- 나무데크길 밑에 드러난 진동층
북위 34° 54′ 30.1″ 동경 128° 09′ 16.0″ / 북위 34.908361°  동경 128.154444°
- 진동층
북위 34° 54′ 30.0″ 동경 128° 09′ 16.0″ / 북위 34.908333°  동경 128.154444°
- 진동층의 건열 구조
북위 34° 54′ 28.5″ 동경 128° 09′ 15.8″ / 북위 34.907917°  동경 128.154389°
- 진동층의 공룡 발자국
북위 34° 54′ 27.3″ 동경 128° 09′ 15.0″ / 북위 34.907583°  동경 128.154167°
- 병풍바위 주상절리 안내판
북위 34° 54′ 26.2″ 동경 128° 09′ 15.7″ / 북위 34.907278°  동경 128.154361°
- 암맥(Dyke) 표지판
북위 34° 54′ 26.2″ 동경 128° 09′ 15.8″ / 북위 34.907278°  동경 128.154389°
- 진동층을 관입한 암맥
북위 34° 54′ 26.2″ 동경 128° 09′ 15.8″ / 북위 34.907278°  동경 128.154389°
- 안내판과 병풍바위
북위 34° 54′ 25.6″ 동경 128° 09′ 15.7″ / 북위 34.907111°  동경 128.154361°
- 진동층
북위 34° 54′ 25.6″ 동경 128° 09′ 15.5″ / 북위 34.907111°  동경 128.154306°
- 연흔 구조
북위 34° 54′ 26.2″ 동경 128° 09′ 14.7″ / 북위 34.907278°  동경 128.154083°
- 진동층
북위 34° 54′ 26.2″ 동경 128° 09′ 14.7″ / 북위 34.907278°  동경 128.154083°
- 진동층
북위 34° 54′ 26.2″ 동경 128° 09′ 14.6″ / 북위 34.907278°  동경 128.154056°
- 진동층 파식대
북위 34° 54′ 26.2″ 동경 128° 09′ 13.1″ / 북위 34.907278°  동경 128.153639°
- 진동층
북위 34° 54′ 25.8″ 동경 128° 09′ 11.2″ / 북위 34.907167°  동경 128.153111°
- 진동층 층리 구조
북위 34° 54′ 19.8″ 동경 128° 09′ 07.6″ / 북위 34.905500°  동경 128.152111°
- 상족암에서 고성공룡박물관 가는 길
북위 34° 54′ 17.0″ 동경 128° 09′ 06.3″ / 북위 34.904722°  동경 128.151750°
- 상족암
북위 34° 54′ 16.6″ 동경 128° 09′ 05.9″ / 북위 34.904611°  동경 128.151639°
- 건열 구조
북위 34° 54′ 16.3″ 동경 128° 09′ 06.6″ / 북위 34.904528°  동경 128.151833°
- 용각류 공룡 발자국
북위 34° 54′ 17.2″ 동경 128° 09′ 06.7″ / 북위 34.904778°  동경 128.151861°
- 해식동굴
북위 34° 54′ 16.1″ 동경 128° 09′ 07.0″ / 북위 34.904472°  동경 128.151944°
- 해식동굴 내부
북위 34° 54′ 15.6″ 동경 128° 09′ 07.9″ / 북위 34.904333°  동경 128.152194°
- 진동층
북위 34° 54′ 15.9″ 동경 128° 09′ 04.5″ / 북위 34.904417°  동경 128.151250°
- 진동층
북위 34° 54′ 16.1″ 동경 128° 09′ 04.8″ / 북위 34.904472°  동경 128.151333°
- 진동층
북위 34° 54′ 16.5″ 동경 128° 09′ 04.3″ / 북위 34.904583°  동경 128.151194°
- 용각류 공룡 발자국 안내판과 진동층
북위 34° 54′ 17.0″ 동경 128° 09′ 07.1″ / 북위 34.904722°  동경 128.151972°

## 같이 보기
- 고성군 (경상남도)의 지질
- 고성공룡박물관
- 경상 누층군 진동층